# بيتر وينستون
بيتر وينستون (بالإنجليزية: Peter Winston)‏ هو سياسي أمريكي، ولد في 5 يونيو 1836 في ريتشموند في الولايات المتحدة، وتوفي في 30 يناير 1920 في فارمفيل في الولايات المتحدة. حزبياً، نشط في الحزب الديمقراطي.